# Високе (Гур'євський міський округ)
Високе (рос. Высокое) — селище Гур'євського міського округу, Калінінградської області Росії. Входить до складу Низовського сільського поселення.
Населення — 427 осіб (2015 рік).

## Населення
| 1910 | 1933 | 1939 | 2002 | 2010 |
| ---- | ---- | ---- | ---- | ---- |
| 248  | ↗432 | ↘420 | ↗435 | ↘427 |